# Universidad de Salford
La Universidad de Salford es una universidad pública localizada en Salford, Inglaterra, aproximadamente a 2 km al oeste de Mánchester. Sus orígenes provienen del Royal Technical Institute, abierto en la ciudad de Salford en 1896. Más tarde, en 1956, se convertiría en el College of Advanced Technology, con estatus universitario. De acuerdo con el Robbins Report, el informe Robbins de educación superior, el College se transformó en Universidad de Salford en 1967. Tiene 18.485 estudiantes y está rodeada de 240.000 m² de parques a las orillas del río Irwell.

## Historia

### Royal Technical Institute
Los orígenes de la universidad se remontan a 1896, cuando se crea el Royal Technical Institute de Salford, una fusión de los anteriores Salford Working Men´s College, fundado en 1858 y el Pendleton Mechanic´s Institute, fundado en 1850.
A principios del siglo XX, los nueve departamentos que existieron inicialmente fueron: Ingeniería, Ingeniería Eléctrica y Física Aplicada, Matemáticas, Química, Arquitectura, Ingeniería Industrial e Ingeniería Mecánica, Decoración y Arte. 1.240 estudiantes se inscribieron en el primer curso de estos departamentos. Originalmente había 19 profesores.
En 1921 el Instituto fue rebautizado como Royal Technical College de Salford. En 1958 la institución fue dividida en dos organizaciones, la primera sería el Royal Technical College y la segunda el Peel Park Technical College, que cambió su nombre primero en 1961 al Salford Technical College, para ser después el Saldorf College of Technology en 1970, y finalmente University College Saldorf en 1992.

### Royal College of Advanced Technology
En 1956 el Royal Technical College se convierte en Royal College of Advanced Technology. En 1963, el informe Robbins recomendó el estatus de universidad para este centro.

### Universidad
La Universidad de Saldorf se crea el 10 de febrero de 1967, fecha de la entrega de la carta Real a la institución por la reina Isabel II. El primer Vicerrector fue Clifford Whitworth y el primer canciller, el príncipe Philip, duque de Edimburgo.

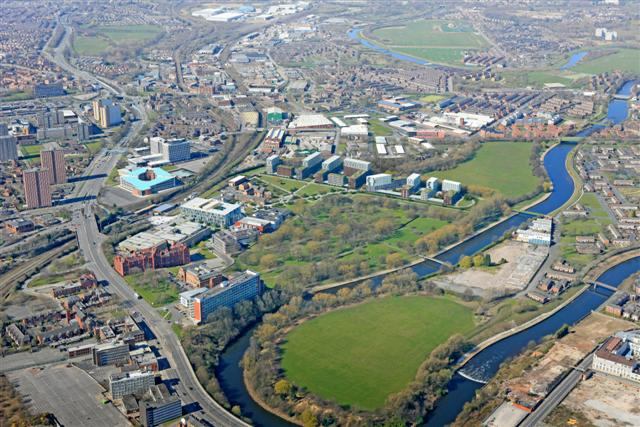
Fotografía aérea del campus en 2011, con los edificios nuevos.

En 2012, la Universidad de Salford anunció una sociedad con la compañía de armas más grandes de Reino Unido (BAE Systems), y otras cuatro universidades noroccidentales (Liverpool, Mánchester, UCLAN y Láncaster) se sumaron al programa Gamma, que busca el desarrollo de "sistemas autónomos". Según la Universidad de Liverpool, "los sistemas autónomos son soluciones tecnológicas para reemplazar el trabajo humano en tareas peligrosas o degradantes, a través de sectores aeroespaciales, nucleares, automotrices o petroquímicos".

### Gobierno de la Universidad

#### Cancilleres o Rectores
- Prince Philip, duque de Edimburgo (1967–1991)
- Sarah Ferguson, duquesa de York (1991–1995)
- Walter Bodmer (1995-2005)
- Martin Harris (2005–2009)[5]
- Irene Khan (2009–2014)[6]
- Jackie Kay (2014–presente)

#### Vicerrectores
- Clifford Whitworth (1967–74)
- John Harold Horlock (1974–81)
- John Michael Ashworth (1981–90)
- Thomas Mutrie Husband (1990–97)
- Michael Harloe (1997–2009)
- Martin Hall (2009–2014)
- Helen Marshall (2015-)

## Campus e instalaciones

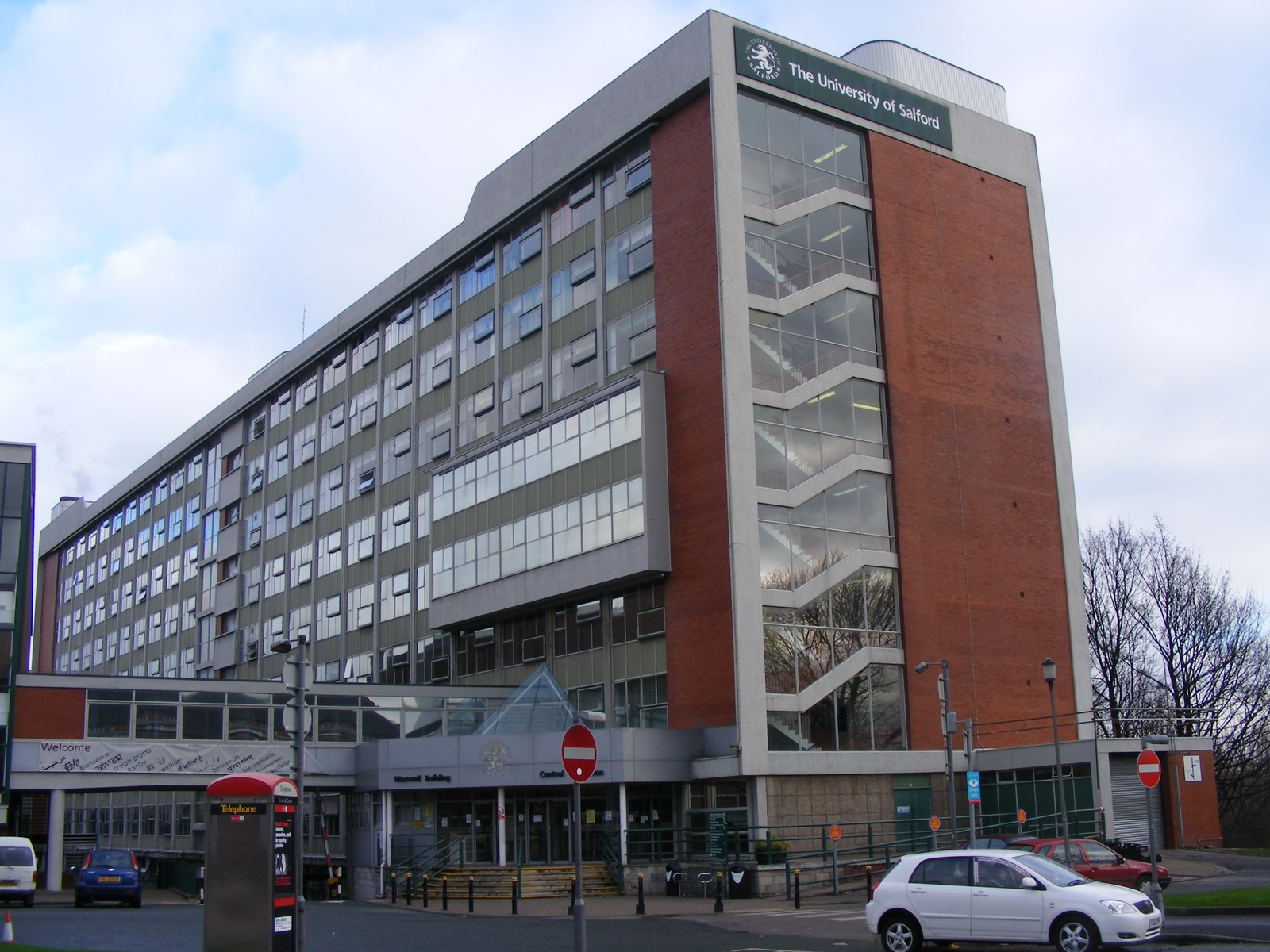
El Edificio Maxwell, en el límite del Peel Park Campus.

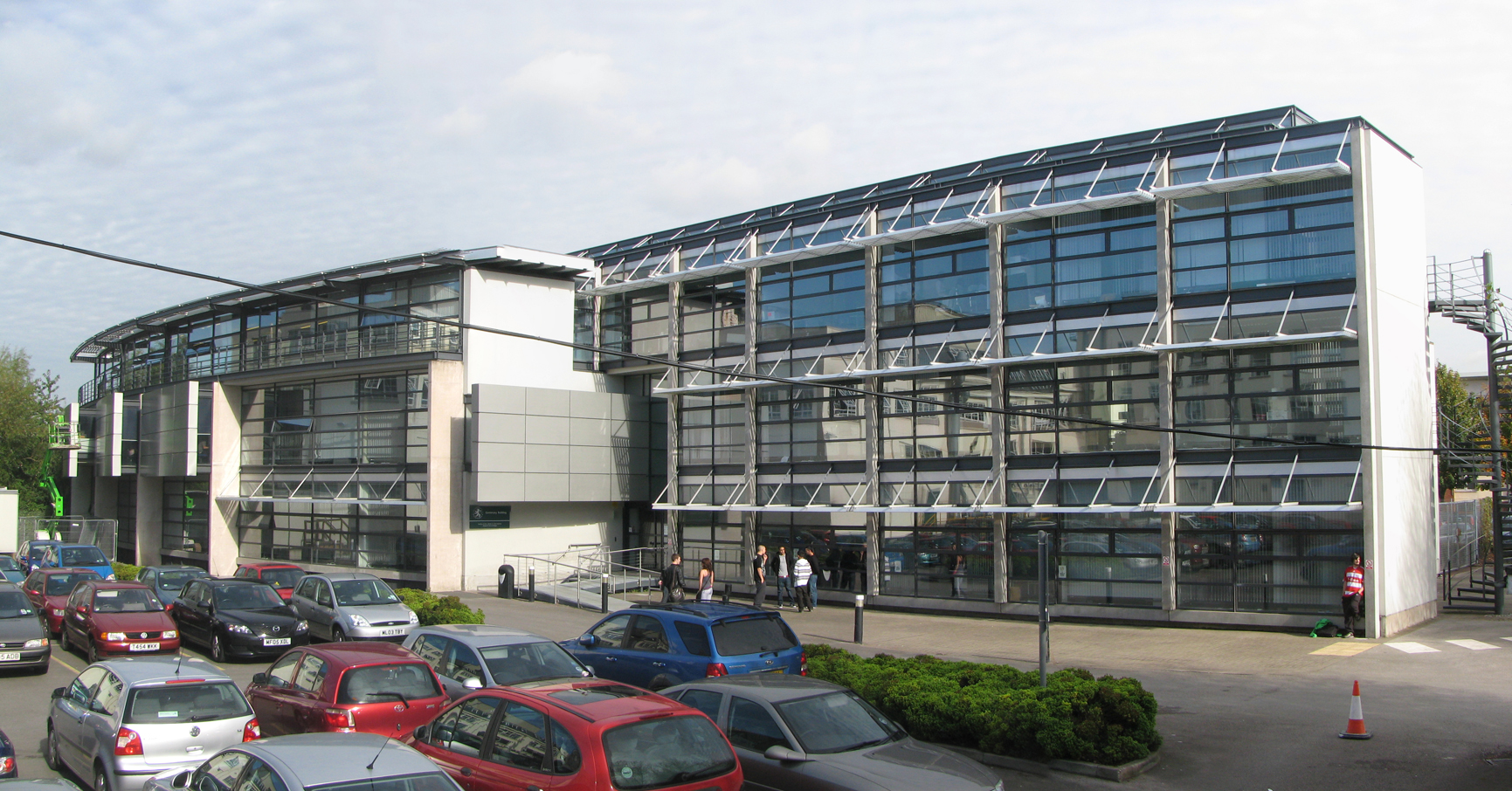

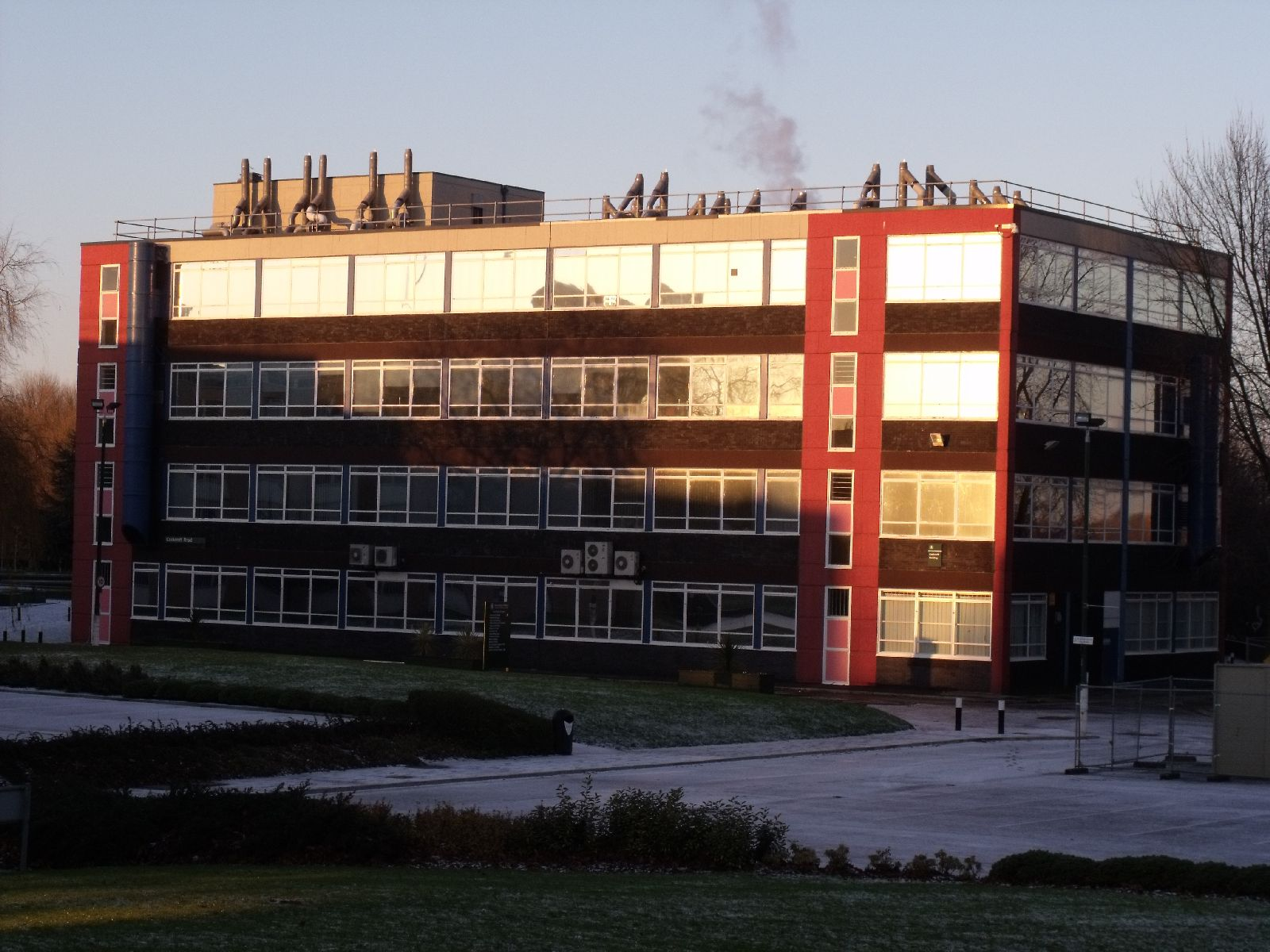

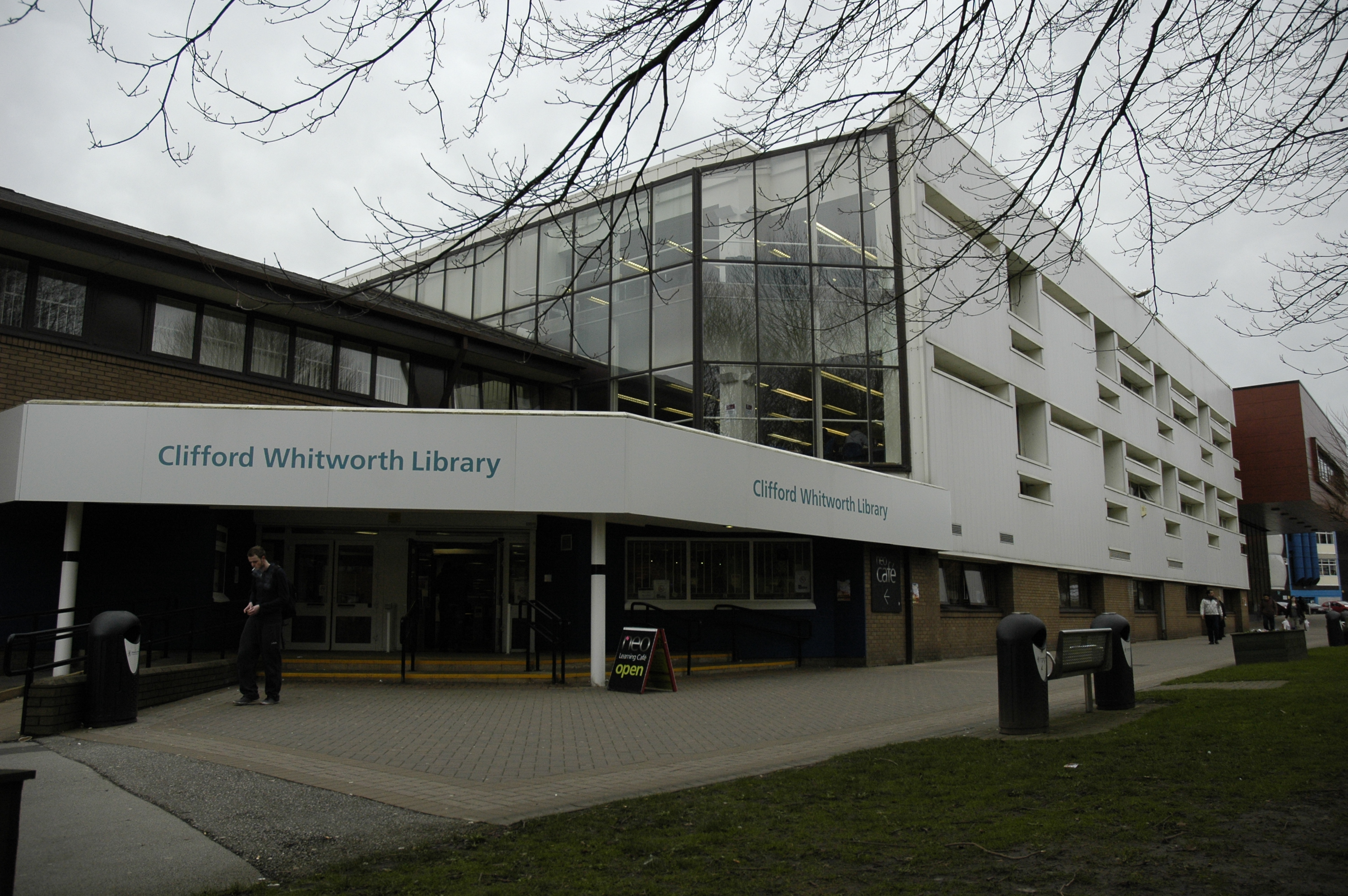
Biblioteca Clifford Whitworth.

El campus principal, el llamado Peel Park, está a menos de 2,4 km del centro de la ciudad de Mánchester, a orillas del río Irwell, en uno de los parques públicos más antiguos del mundo, el Peel Park, abierto el 22 de agosto de 1846. Adyacente al campus se encuentra la estación de trenes de Salford, que además cuenta con servicios de autobús frecuentes que operan desde Mánchester, Bolton y Liverpool. Hay otras instalaciones universitarias dentro de la milla principal del campus, la administración, la biblioteca o museos y galerías de arte.

### MediaCityUK
En octubre de 2011, la universidad abrió un nuevo centro de enseñanza, la MediaCityUK. Unos 1500 estudiantes tendrán oportunidad de estudiar y hacer prácticas profesionales en medios de comunicación cercanos. El centro también cuenta con programas de posgrado.

## Organización

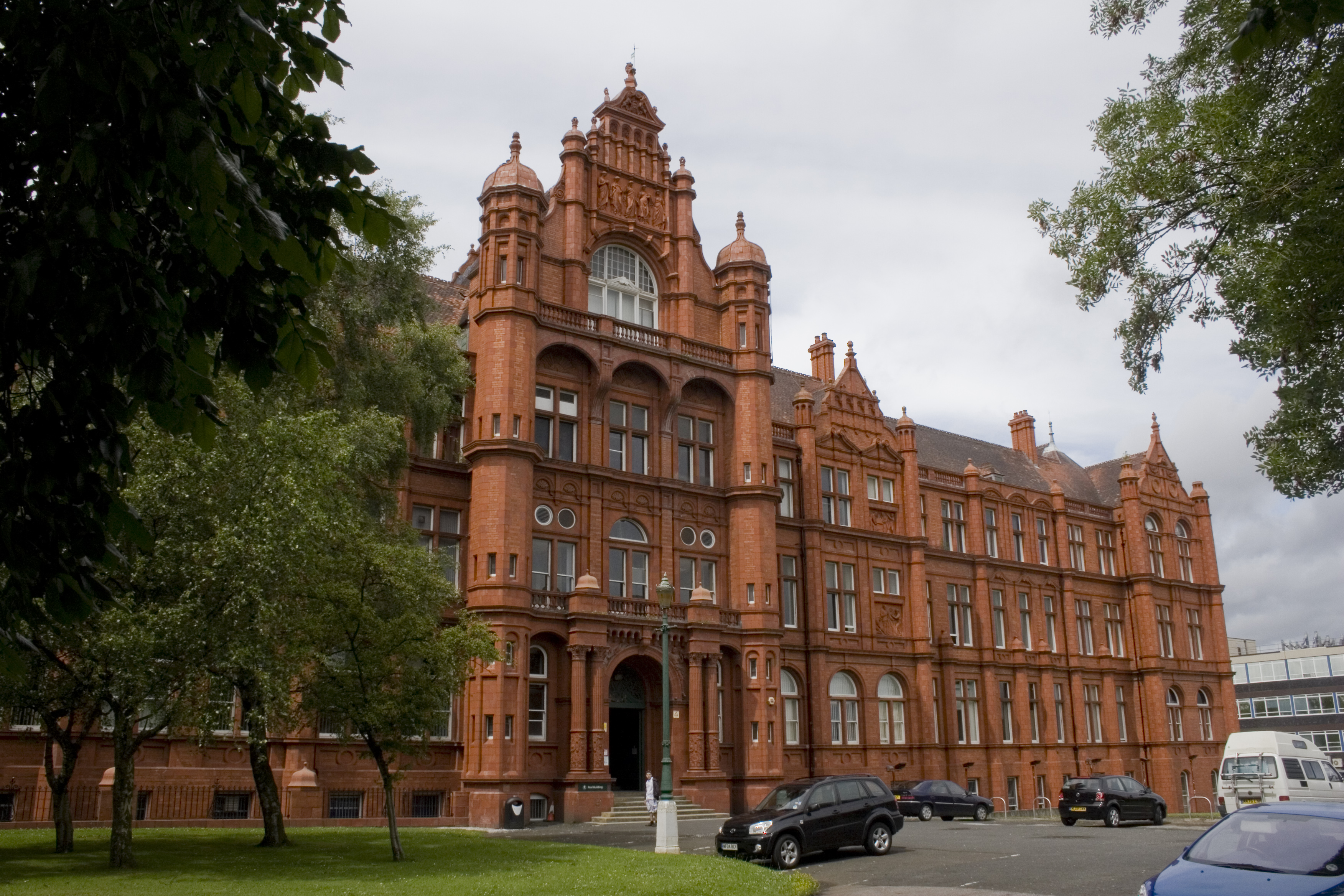
Edificio Peel

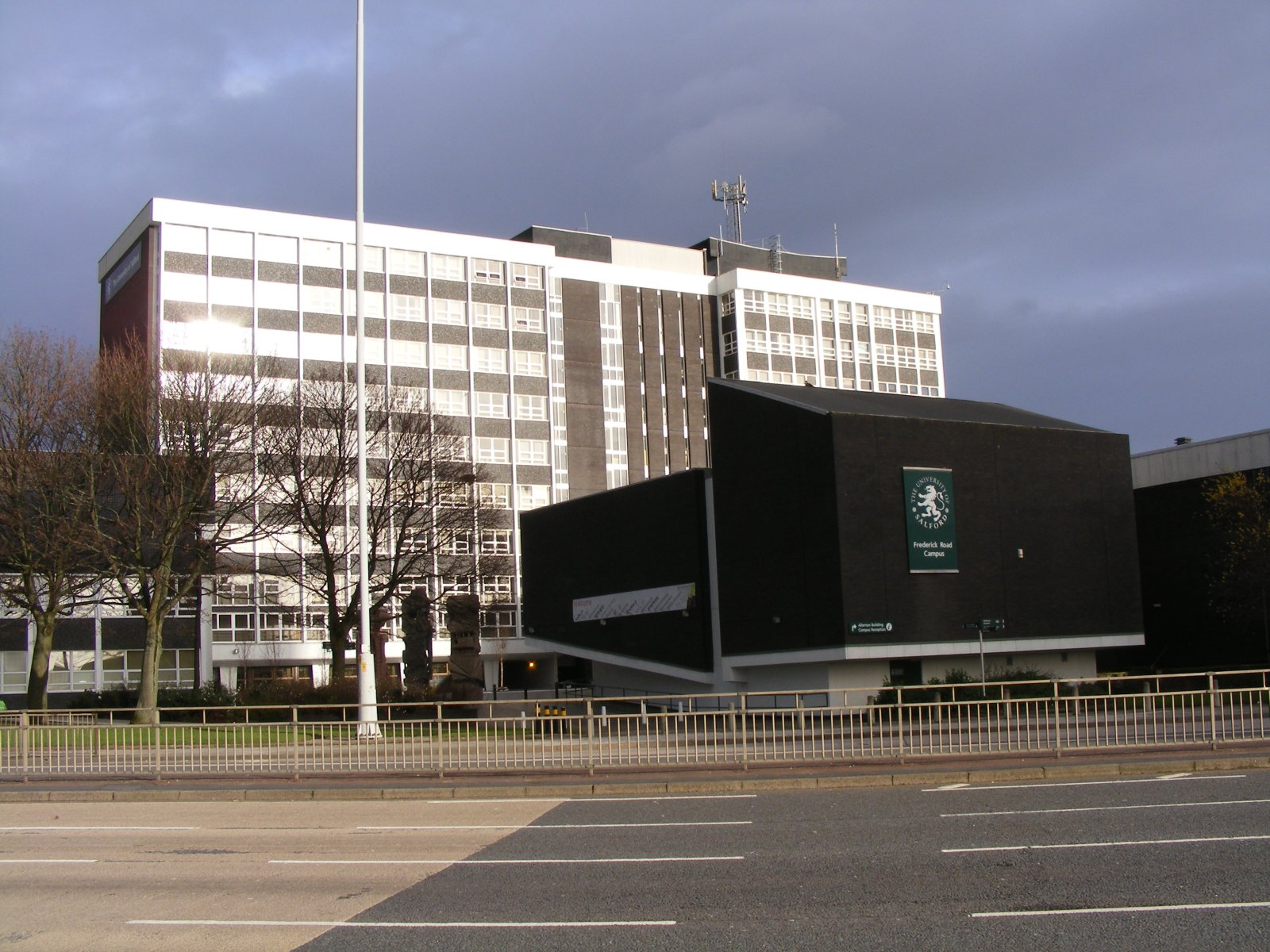

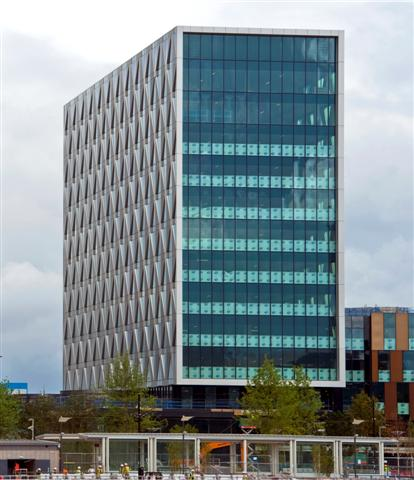

La universidad está organizada en siete escuelas:
- Escuela de Medios de Comunicación y Artes
- Escuela empresarial
- Escuela de Ciencias de la Salud
- Escuela de Enfermería, Trabajo Social y Ciencias Sociales
- Escuela de Informática, Ingeniería y Ciencia
- Escuela de Ciencias de la Vida y del Entorno
- Escuela de Construcción

Los estudiantes internacionales provienen China, India, Pakistán, Arabia Saudí, Chipre, Grecia, Nigeria, Irlanda, Rumanía, Malasia y Bulgaria. Con sus tres universidades, 12 escuelas, casi 20,000 estudiantes, y 2,500 empleados, Salford tuvo una facturación de 156 millones de libras en 2006/07.

### Calidad y rankings
Cada año, las instituciones británicas dominan los primeros lugares en los rankings internacionales. The Times clasificó en 2015 a la Universidad de Salford en el puesto 105.º de un total de 123 instituciones de Reino Unido. El ranking de 2010 la había situado en el puesto 84.º de 114 universidades e instituciones educativas. En la guía universitaria The Guardian 2014, Salford ocupa el puesto 94.º de un total de 116, por debajo del puesto 85.º conseguido el año anterior.

## Vida estudiantil

### Alumnado
La residencia universitaria en el Campus de Peel Park está asociada a la USSU y cuenta con un gran número de servicios, incluyendo tiendas y restaurantes. La universidad cuenta con la regata de Las dos Ciudades, una regata anual que tiene lugar desde 1972. En la liga 1971–72 el club de Rugbi Universitario ganó el UAU, el campeonato universitario, frente al equipo de la Universidad de Sheffield.

### Alojamiento

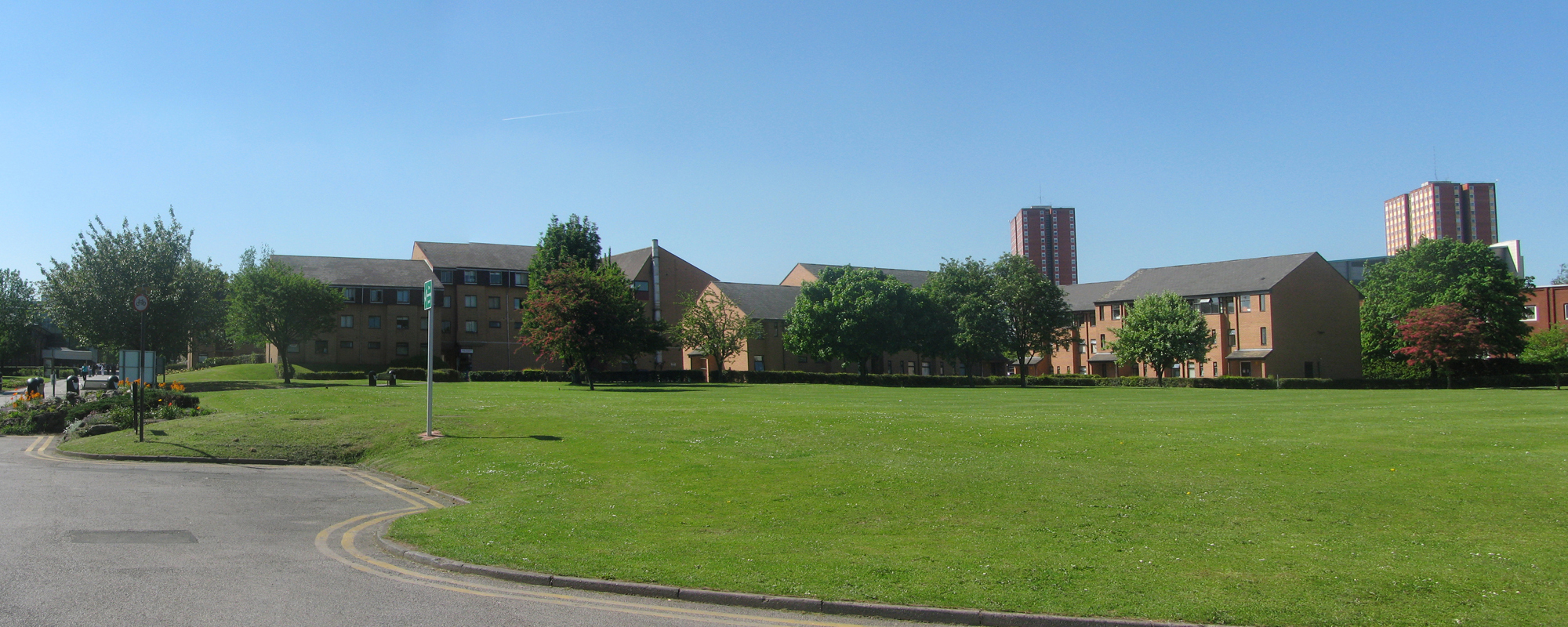
Residencias universitarias Horlock y Constantine, en el campus Peel Park.

Existen cinco residencias universitarias:
- Eddie Colman y John Lester
- Horlock y Constantine
- Bramall y Matthias
- Irwell
- Seaford iQ

Eddie Colman y John Lester son dos bloques de pisos que contienen 755 habitaciones en total, y cada piso está compartido por dos, tres o cuatro personas. Eddie Colman y John Lester fueron vendidos por la Universidad de Salford a otro campus en diciembre de 2008. Constantine es el único alojamiento se calidad y tiene 80 habitaciones en siete casas. Este alojamiento está localizado en el centro del campus universitario principal, y está situado cerca de la tienda de la Unión de Estudiantes, un banco y la estación Salford Crescent. El cercano Horlock comprende 168 habitaciones en 14 casas. Bramall y Matthias son pisos en el campus Adelphi. Bramall es ocupado por estudiantes de grado, mientras que Matthias tiende a serlo por estudiantes de posgrado. Irwell es el área más grande de alojamiento y alberga hasta 1,600 estudiantes. Está situado en el centro de Mánchester, en la llamada Racecourse.
Seaford iQ es el sitio de alojamiento más nuevo y consta de una plaza central donde está la recepción y el edificio de servicios, rodeada de casas de seis pisos, compartidos por cinco o seis personas. El alojamiento tiene acceso a Spar, Metro.

## Personal académico
- Allan Boardman: Físico

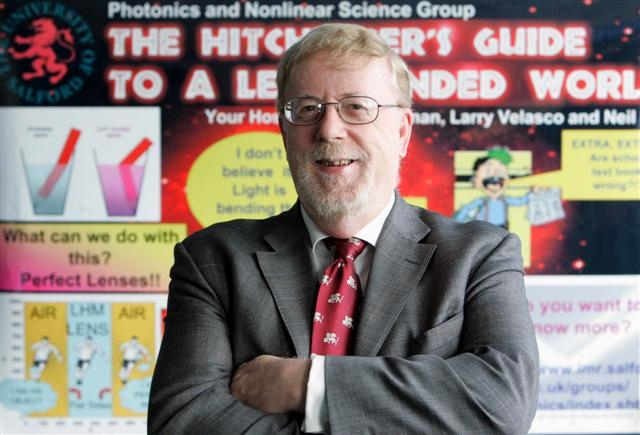
Allan Boardman

- Ralph Darlington: Relaciones de Ocupación
- Trevor Cox: Radioemisor e ingeniero Acústicos
- Garry Crawford: Sociólogo cultural
- David Forrest: Economista, especialista en estudios de juego
- Peter Graham: Profesor de Composición
- Andy Miah: Profesor de Comunicación de Ciencia & Medios de comunicación Futuros
- Sarah Moore: Tecnología de Emisión
- Duncan Acero: Experto en ciencia espacial